# Halecium interpolatum
Halecium interpolatum är en nässeldjursart som beskrevs av James Cunningham Ritchie 1907. Halecium interpolatum ingår i släktet Halecium och familjen Haleciidae. Inga underarter finns listade i Catalogue of Life.